# Châteauneuf-le-Rouge
Châteauneuf-le-Rouge – miejscowość i gmina we Francji, w regionie Prowansja-Alpy-Lazurowe Wybrzeże, w departamencie Delta Rodanu.
Według danych na rok 1990 gminę zamieszkiwały 1283 osoby, a gęstość zaludnienia wynosiła 98 osób/km² (wśród 963 gmin regionu Prowansja-Alpy-W. Lazurowe Châteauneuf-le-Rouge plasuje się na 335. miejscu pod względem liczby ludności, natomiast pod względem powierzchni na miejscu 626.).